# باول وايتهيد
باول وايتهيد (بالإنجليزية: Paul Whitehead)‏ هو رسام بريطاني، ولد في 1945 في دارتفورد ‏ في المملكة المتحدة.

## وصلات خارجية
- الموقع الرسمي
- باول وايتهيد على موقع ميوزك برينز (الإنجليزية)
- باول وايتهيد على موقع ديسكوغز (الإنجليزية)